# Esserval-Tartre
Esserval-Tartre é uma comuna francesa na região administrativa de Borgonha-Franco-Condado, no departamento de Jura. Estende-se por uma área de 12,19 km². Em 2010 a comuna tinha 124 habitantes (densidade: 10,2 hab./km²).